# Richilde d'Ardennes
Richilde d'Ardennes ou Richilde de Provence (vers 845-2 juin 910) est la seconde épouse de Charles II le Chauve. Par ce mariage en 870, est elle est devenue impératrice d'Occident et reine des Francs de 870 à la mort Charles II le Chauve en 877.

## Biographie
Née vers 845, Richilde est la fille de Bivin de Gorze, comte d'Ardennes, et la sœur de Boson de Provence (cf. dynastie des Bosonides).
Concubine de Charles II le Chauve, elle l'épouse le 22 janvier 870 à la mort de la première femme de ce dernier Ermentrude d'Orléans. Elle donne au roi Charles II le Chauve :
- une sixième fille, Rothilde (v.871-v.928), qui épousera (vers 890) Roger du Maine ;
- et quatre fils qui meurent en bas âge (dont deux jumeaux, Drogo et Pippin enterrés dans l'abbaye de Saint-Amand).

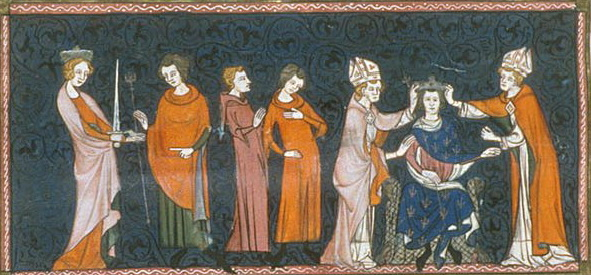
Couronnement de Louis II le bègue, qui reçoit l'épée et le sceptre de la main de Richilde (à gauche). Miniature réalisée entre 1332 et 1350.

Pendant les absences de l'empereur, parti guerroyer contre les Sarrasins, elle administre le royaume occidental et se retrouve à sa tête à la mort de Charles en 877. Elle envisage de placer sur le trône son frère Boson, duc de Bourgogne, car Louis II le Bègue (fils de Charles II et d'Ermentrude d'Orléans) meurt peu après son père et ses enfants sont encore trop jeunes. Néanmoins, Richilde est accusée d'inceste avec son frère et les seigneurs du royaume refusent de se soumettre à son autorité. Elle aide ensuite Boson à devenir roi de Provence.
À la mort de Louis II le Bègue en 879 (fils du premier mariage de Charles avec Ermentrude d'Orléans), elle revient au pouvoir, pendant les règnes des jeunes Louis III et Carloman II, puis après leur mort en 882 et 884. Mais le royaume occidental est agité, menacé par les Normands, et les grands l'obligent à se retirer chez son frère le roi de Provence, où elle meurt le 2 juin 910.